# Medal Służby w Indiach 1939–1945
Medal Służby w Indiach 1939–1945 (ang. India Service Medal 1939-1945) – medal Wspólnoty Brytyjskiej przyznawany za udział w II wojnie światowej.

## Zasady nadawania
Medal przyznawany za 3 lata nieoperacyjnej służby w indyjskich siłach zbrojnych pomiędzy 3 września 1939 i 2 września 1945.
Medalu nie mogli otrzymać ci, którzy byli nominowani do Defence Medal.

## Opis medalu
Awers: lewy profil Króla Jerzego VI w koronie, na obwodzie napis: GEORGIUS VI:G:BR:OMN:REX ET INDIAE IMP:
Rewers: zarys Półwyspu Indyjskiego, na górze napis INDIA, pod spodem: 1939-45
Kolory wstążki reprezentują Order of the Star of India i Order of the Indian Empire.